# Hribi, Lukovica
Hribi so naselje v Občini Lukovica.